# Высокий (Свердловская область)
Высо́кий — посёлок в муниципальном округе Красноуральск Свердловской области России. До 22 ноября 1966 года назывался посёлком квартала N 22.

## География
Посёлок Высокий расположен в 19 километрах (по автомобильной дороге в 26 километрах) к юго-юго-востоку от города Красноуральска, в лесной местности, в истоках безымянного левого притока реки Ясьвы (левого притока Тагила).

## Население
| 2002 | 2010 |
| ---- | ---- |
| 7    | ↘2   |